# ジェイク・キューメロウ
ジェイク・アンソニー・キューメロウ（Jake Anthony Kumerow、1992年2月17日）は、アメリカ合衆国イリノイ州バートレット出身の元アメリカンフットボール選手。現役時代のポジションはワイドレシーバー（WR）。NFLのバッファロー・ビルズ等に所属していた。カレッジフットボールはウィスコンシン大学ホワイトウォーター校でプレーをし、2015年にドラフト外フリーエージェントとしてシンシナティ・ベンガルズに入団した。

## 大学時代
イリノイ大学アーバナ・シャンペーン校でフットボールをした後、NCAAディビジョンIIIのウィスコンシン大学ホワイトウォーター校に転校した。同大学で158回のキャッチで2648ヤード、36回のタッチダウンを記録した。

## プロキャリア
| 身長                    | 体重           | 腕 の 長 さ       | 手 の 大 き さ   | 40Yrd ダ ッ シ ュ | 10Yrd ス プ リ ッ ト | 20Yrd ス プ リ ッ ト | 20Yrd シ ャ ト ル | 3 コ 丨 ン ド リ ル | 垂 直 跳 び     | 立 ち 幅 跳 び     | ベ ン チ プ レ ス | ワ ン ダ 丨 リ ッ ク |
| ----------------------- | -------------- | ----------------- | ---------------- | ----------------- | -------------------- | -------------------- | ----------------- | ------------------- | --------------- | ------------------ | ----------------- | -------------------- |
| 6 ft 4+1⁄2 in (194 cm)  | 209 lb (95 kg) | 31+7⁄8 in (81 cm) | 9+1⁄2 in (24 cm) | 4.54 s            | 1.62 s               | 2.60 s               | 4.26 s            | 6.90 s              | 31.0 in (79 cm) | 9 ft 5 in (2.87 m) | 15 回             | 22                   |
| All values from Pro Day |                |                   |                  |                   |                      |                      |                   |                     |                 |                    |                   |                      |

### シンシナティ・ベンガルズ時代
2015年5月8日にドラフト外フリーエージェントとしてシンシナティ・ベンガルズと契約した。その後、2015年9月5日にリリースされ、翌日プラクティス・スクワッドに署名され、ルーキーシーズンをおえた。
2016年12月27日にアクティブロースター入りを果たした。
2017年8月9日、足首の負傷により、故障者リストに入れられた。その後、2017年9月22日にリリースされた。

### ニューイングランド・ペイトリオッツ時代
2017年10月26日にニューイングランド ペイトリオッツのプラクティス・スクワッドとして契約するも、2017年11月9日にリリースされた。

### グリーンベイ・パッカーズ時代

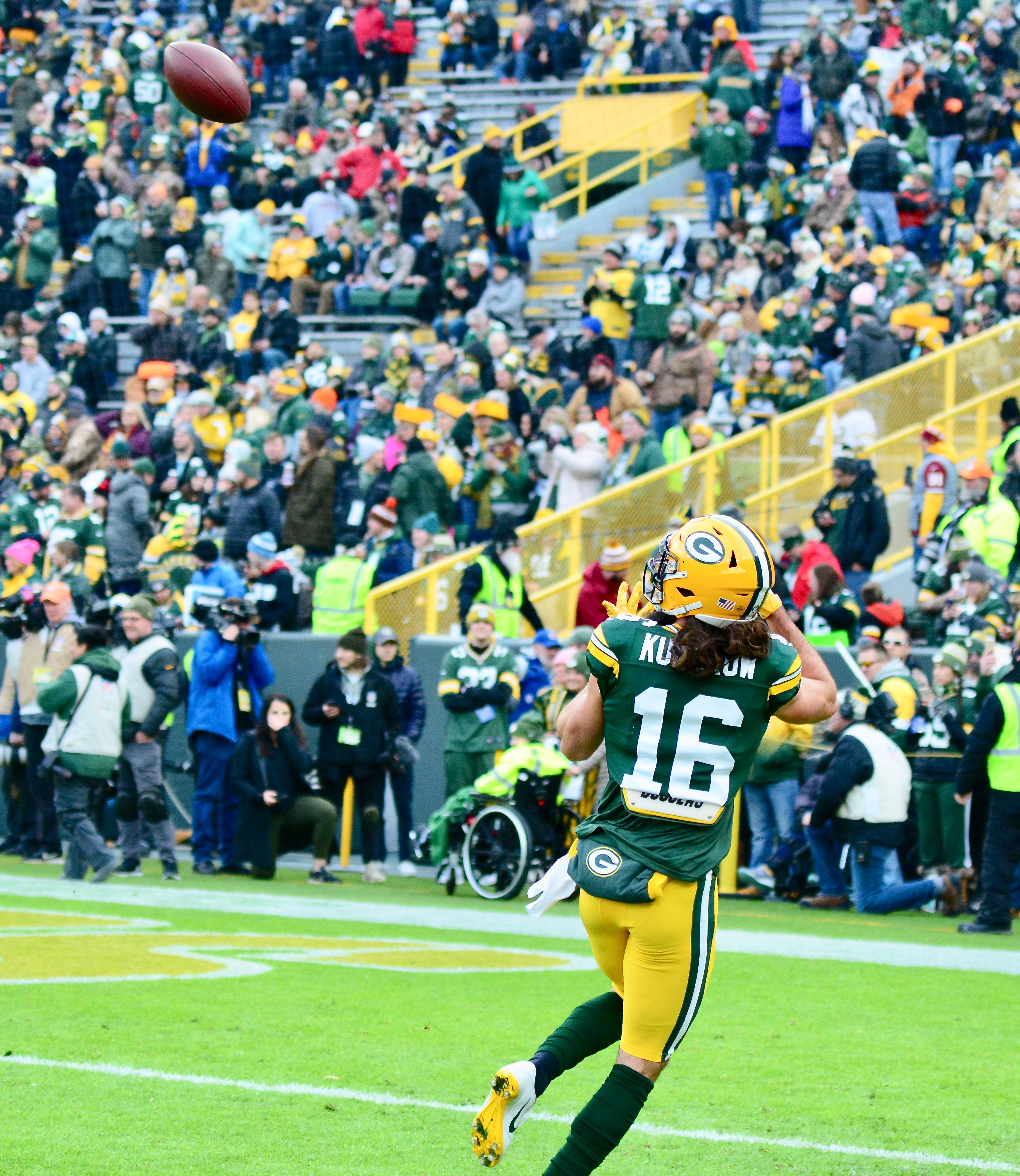
2019年のグリーンベイ・パッカーズ時代のキューメロウ

2017年12月26日、グリーンベイ・パッカーズのプラクティス・スクワッドとして契約した。2018年1月2日にパッカーズとリザーブ/フューチャー契約を結んだ。
第13週のアリゾナ・カージナルス戦でNFLデビューを果たし、その試合でアーロン・ロジャースからキャリア初のキャッチを記録した。 12月23日のニューヨーク・ジェッツ戦では49ヤードのキャリア初のタッチダウンを記録した。
2020年4月25日、パッカーズとキューメロウは独占権フリーエージェントとして再契約し、1年の契約延長に合意した。ロジャースの賞賛を受けた直後に、キューメロウがチームからリリースされたため、パッカーズとロジャースの間に亀裂を生むこととなった。

### バッファロー・ビルズ時代
2020年9月8日、バッファロー ビルズのプラクティス・スクワッドとして契約した。第15週には、ジョシュ・アレンからのタッチダウンパスをキャッチした。

### ニューオーリンズ・セインツ時代
2020年12月25日、ニューオーリンズ・セインツがウェイバーをクレームしたが、1月18日にリリースされた。

### バッファロー・ビルズ：2度目の加入
2021年1月26日、バッファロー・ビルズとリザーブ/フューチャー契約を結んだ。
2022年3月10日、ビルズと1年間の契約延長に合意した。

## 血縁関係
キューメロウは元マイアミ・ドルフィンズのラインバッカーであるエリック・キューメロウの息子で、元ドルフィンズのディフェンシブエンドのジョン・ボーサの甥であり、ジョーイ・ボーサとニック・ボーサのいとこでもある。